# Port lotniczy Abéché
Port lotniczy Abéché – międzynarodowy port lotniczy położony w Abéché. Jest drugim co do wielkości portem lotniczym w Czadzie.